# Olivier Clément
Olivier-Maurice Clément (Aniane, 1921 - París, 2009) fou un teòleg ortodox francès.
Nascut a Aniane, al Llenguadoc el 17 de novembre de 1921, va estudiar història a la Universitat de Montpeller, on començà a interessar-se per la història del cristianisme i les esglésies orientals. Més tard, s'aproximà a l'Església Ortodoxa per la influència de teòlegs russos exiliats a París (especialment Vladímir Losski) i la lectura de Berdiàiev, Dostoievski i els pares de l'església. Fou batejat en una parròquia parisenca de l'Església Ortodoxa Russa als 30 anys. Tot i exercir com a mestre d'educació secundària a París, la seva activitat més destacable la desenvolupà a l'Institut de teologia ortodoxa Saint-Serge, d'on fou preofessor de teologia moral i teologia comparada. Va escriure obres de teologia, Història de l'església, filosofia i crítica literària. Entre els teòlegs ortodoxos contemporànis, es mostrà atent a les qüestions de la modernitat, que tractava de respondre a través d'una reflexió de gran abast i poètica, arrelats en la tradició de l'Església, però al mateix temps creativa i renovada. Olivier Clement va ser interlocutor de destacades personalitats espirituals del seu temps, com el patriarca Atenàgores, el papa Joan Pau II, el sacerdot i teòleg romanès Dumitru Staniloae, l'arximandrita Sophrony del Monestir de Maldon, Roger Schutz (Taizé), o Andrea Riccardi, fundador de la comunitat de Sant Egidi.
Morí el 15 de gener de 2009 a la capital francesa de París, a l'edat de 87 anys.

## Obres
Traduccions:
- Tres pregàries, traducció d'Antoni López Quiles (València : Saó, 1996) ISBN 8488513119
- Fer del món eucaristia, pròleg d'August Monzon, introducció de Michel Stavrou, traducció d'Agustí Colomer i Frédéric Fasquelle (Paiporta: col·lecció Rent, editorial Denes, 2013) ISBN 978-84-941508-1-4.

Obres originals més significatives:
- L'Église Orthodoxe (Presses Universitaires de France, 1965) ISBN 2130530427
- Dialogues avec le Patriarche Athénagoras (Paris, Fayard, 1969) (reimp. 1976) ISBN 2-213-00344-0
- Questions sur l'homme (Stock, 1972)